# Alex Wilson
Alex Wilson, född 1 december 1905 i Montreal, död 10 december 1994 i South Bend i Indiana, var en kanadensisk friidrottare.
Wilson blev olympisk silvermedaljör på 800 meter vid sommarspelen 1932 i Los Angeles.